# Aragóniai Konstancia szicíliai régensnő
Aragóniai Konstancia (Szicília, 1324 (körül) – 1355. október 23. /körül/) szicíliai királyi hercegnő, 1352–1354 között Szicília régense. A Barcelonai-ház szicíliai ágának királyi főágából származott.

## Élete
Édesapja II. Péter szicíliai király, édesanyja Görzi Erzsébet karintiai hercegnő, II. Ottó karintiai herceg és Piast Eufémia liegnitzi hercegnő leánya.
Konstancia volt szülei legidősebb gyermeke. Egyik húga, Eleonóra feleségül ment IV. Péter aragóniai királyhoz, húga, Beatrix II. Rupert rajnai palotagróf és választófejedelem felesége lett. Míg harmadik húga, Eufémia, Szicília régense volt 1355–1357 között. Konstancia azután lett Szicília régense, hogy apai nagybátyja, II. János, Athén hercege, Randazzo őrgrófja 1348-ban, majd édesanyja 1352-ben meghalt és öccse, Lajos még kiskorú volt. Amikor Lajos 1354-ben nagykorú lett, Konstancia lemondott régensi címéről. Húgához, a később szintén régensi tisztet betöltő Eufémiához hasonlóan nem ment férjhez. 1355 októberében öccsével, Lajossal együtt a pestis áldozata lett.

## Külső hivatkozások
- Foundation for Medieval Genealogy/Sicily Kings Genealogy – 2010. április 30.
- Genealogie Mittelalter/Ludwig König von Sizilien – 2010. április 30.
- Euweb/House of Barcelona/Sicily Kings Genealogy – 2010. április 30.

| Előző I. (Gyermek) Lajos | Szicília királya 1352 – 1354 (Régens) | Következő I. (Gyermek) Lajos |